# Hensjön, Södermanland
Hensjön är en sjö i Gnesta kommun i Södermanland och ingår i Nyköpingsåns huvudavrinningsområde. Sjön har en area på 0,554 kvadratkilometer och ligger 27,2 meter över havet.

## Delavrinningsområde
Hensjön ingår i det delavrinningsområde (654547-156315) som SMHI kallar för Utloppet av Båven. Medelhöjden är 35 meter över havet och ytan är 284,06 kvadratkilometer. Räknas de 44 avrinningsområdena uppströms in blir den ackumulerade arean 774,18 kvadratkilometer. Husbyån (Jättnaån) som avvattnar avrinningsområdet har biflödesordning 2, vilket innebär att vattnet flödar genom totalt 2 vattendrag innan det når havet efter 49 kilometer. Avrinningsområdet består mestadels av skog (44 procent), öppen mark (10 procent) och jordbruk (19 procent). Avrinningsområdet har 67,76 kvadratkilometer vattenytor vilket ger det en sjöprocent på 23,8 procent. Bebyggelsen i området täcker en yta av 1,46 kvadratkilometer eller 1 procent av avrinningsområdet.